# Кузнецов, Николай Дмитриевич (художник)
Никола́й Дми́триевич Кузнецо́в (2 [14] декабря 1850, Степановка, Херсонская губерния — 2 марта 1929, Сараево) — русский портретный и жанровый живописец, сторонник «демократического реализма», один из основных одесских художников времён контрреформ и Серебряного века, в последующем — эмигрант первой волны, коллекционер; отец оперной певицы Марии Кузнецовой-Бенуа. Действительный член (с 1895) и академик (с 1900) Императорской Академии художеств, руководитель батальной мастерской Высшего художественного училища (в 1895–1897). Член Товарищества передвижников (с 1883), один из основателей Товарищества южнорусских художников (в 1890). Автор широко известного портрета композитора Петра Чайковского, также оставивший галерею изображений известных современников.

## Биография

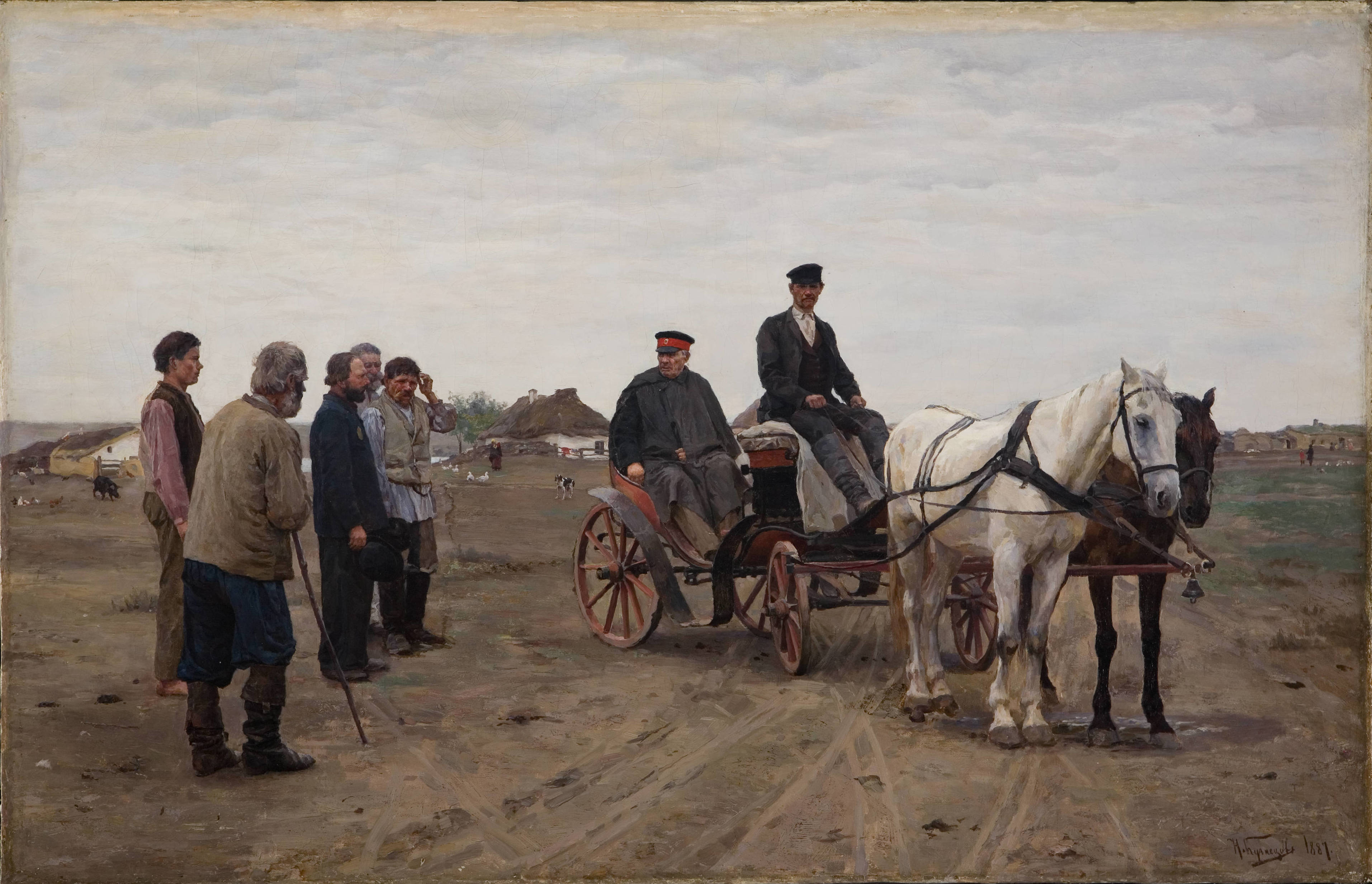
«Мировой судья», 1887, холст, масло — Художественный музей Дэвида Оусли, Манси, штат Индиана, США

Родился в семье крупного землевладельца Херсонской губернии, помещика, штаб-ротмистра Дмитрия Михайловича Кузнецова.
Семейство Кузнецовых обосновалось в Одесском уезде. Братья Дмитрия Михайловича — подпоручик Лев Михайлович, штаб-ротмистр Константин Михайлович, поручик Николай Михайлович были военными и землевладельцами Одесского уезда. Самому же Дмитрию Михайловичу в этом уезде принадлежали деревни: Новомариновка, Константиновка, Дмитровка, Степановка, Марьяновка, Пшоняное.
Образование Николай получал в Одесской гимназии. Учение тяготило его. Склонности к наукам он не проявлял и в 7-м классе оставляет гимназию. В деревне он ведет вольную жизнь беззаботного барчука, а охота является его любимым занятием.
Его мать, Клавдия Гавриловна Кузнецова (урождённая Леонтович), обнаруживает у сына склонности к рисованию и отвозит его в Одессу, к другу семьи художнику Ф. Ф. Мальману, одному из лучших преподавателей Одесской рисовальной школы.
Мальчик проявил при этом завидные способности, но изобразительным искусством тогда не увлекался.
Когда Николаю исполнилось 26 лет, он будучи из семьи военного, обладая незаурядными физическими способностями, решает ехать в Петербург и поступать в гвардейский уланский полк. Командир гвардейских улан, барон Эссен, был болен. Николай Дмитриевич не попал к нему на прием.
Под влиянием увлечения передвижными художественными выставками, стал упражняться в живописи и скоро поступил вольноприходящим учеником в Императорскую Академии художеств, от которой получил три серебряных медали.
В 1879 году по настоянию И. Н. Крамского и И. И. Шишкина он оставляет Академию и возвращается в Степановку, где вместе с Афанасием Размарицыным, продолжает заниматься живописью.
В имение Кузнецовых на полевые работы с Волынской губернии приехали «заробитчане» . Среди работниц приглянулась Николаю девушка. Чувство переросло в любовь. Мать Николая браку воспротивилась и работников уволила. Николай проявив настойчивость и мужество, вернул работников и Ганну, так звали девушку и будущую жену .
Официально Николай Дмитриевич венчался А. Г. Проценко, дочерью отставного прапорщика, в Единоверческой Успенской церкви в Одессе 5 февраля 1888 года их брак был оформлен когда у них было уже двое детей. Одним из свидетелей был Кирияк Костанди.
В 1880 году побывал в Германии и Франции, где познакомился с И. П. Похитоновым. В этом же году, у него родилась первая дочь Маруся.
Начал выставлять свои произведения с 1881 году на выставках товарищества передвижных художественных выставок.
В 1887 году стал одним из учредителей Товарищества южно-русских художников и постоянным участником его выставок; участвовал в международных выставках и выставках русского искусства за рубежом. В этом же году вместе со своим младшим братом Д. Д. Кузнецовым и К. К. Костанди совершают поездку по Европе.
В 1889 году произошло событие, которое, как многие считают, стало переломным для Николая Дмитриевича. Демонстрируя свою силу перед братом и знакомыми он держа на плечах двух человек, поднял лежащую на земле тридцати двух пудовую бабу. В результате растянул связки. Многие годы после этого ему приходилось передвигаться на костылях. Работать приходилось сидя.
В 1900 году открыта Картинная галерея. В её собрании были картины Ильи Репина, В. Серова, И. Крамского, В. Васнецова, И. Похитонова, картины французских художников салона Марсового поля, художников Ж. Александера, Л. Деламо, Ш. Котте, Г. Латуша, Ф. Таулова и др. Эта галерея сыграла значительную роль в определении творческих взглядов одесских живописцев.
В 1891 году у него родилась вторая дочь Людмила.
1893 году он переезжает для работы в Одессу.
В 1895 году, сменив умершего Алексея Кившенко, Кузнецов был назначен профессором-руководителем мастерской батальной живописи в Высшем художественном училище, но занимал эту должность только два года, после чего (в 1897-м) уступил место Ивану Творожникову.
Часто ездил за границу, знакомясь с современными иностранными художниками и приобретая их произведения, из которых составилась у него галерея, одна из лучших на юге России. Революцию Николай Кузнецов не принял, места для себя в постреволюционной России он не видел и в 1920 году эмигрировал. Поселился художник в Югославии, где осела тогда значительная часть российских эмигрантов.
Жил в городах Вжеш, Бела-Церква, Риека и Сараево. Писал в основном заказные портреты. Участвовал в Выставке русской живописи и скульптуры в Бруклинском музее (1923) и Выставке Объединения русских художников в Королевстве СХС (1928).
В феврале 1929 года художник Николай Кузнецов умер. Похоронен в Сараево.
Из картин Кузнецова более других обращали на себя внимание: «Объезд владений», «Малороссиянка, отдыхающая на траве» (или «В праздник»), «Охота с борзыми», «После обеда», «Ключница», «Стадо свиней» (все шесть в Третьяковской галерее, в Москве), «Прогулка в деревне», «Старый помещик», «Стадо волов», «Мировой посредник», «Натаскивание собак», «Спящая девочка» (приобретена императором Александром III) и портреты: естествоиспытателя А. О. Ковалевского (в Государственном Русском музее), Ильи Репина, В. М. Васнецова, графа М. М. Толстого (в Одесском художественном музее), П. И. Чайковского (в Третьяковской галерее, в Москве), госпожи Терещенко, певца Шаляпина и другие.
Обладая незаурядными физическими данными, Кузнецов послужил прототипом изображённого на картине Ильи Репина «Николай Мирликийский избавляет от смерти трёх невинно осуждённых» палача, а также старшего сына Тараса Бульбы — Остапа (казак с перебинтованной головой) на картине «Запорожцы пишут письмо турецкому султану».

## Семья
- Жена — Анна Григорьевна Проценко, дочь отставного прапорщика[17]; позировала мужу на картине «Ключница».
  - Дочь — оперная певица Мария Кузнецова-Бенуа[13].

## Награды
- Кавалер ордена Почётного легиона (1900)[18].

## Галерея

Жанровые картины
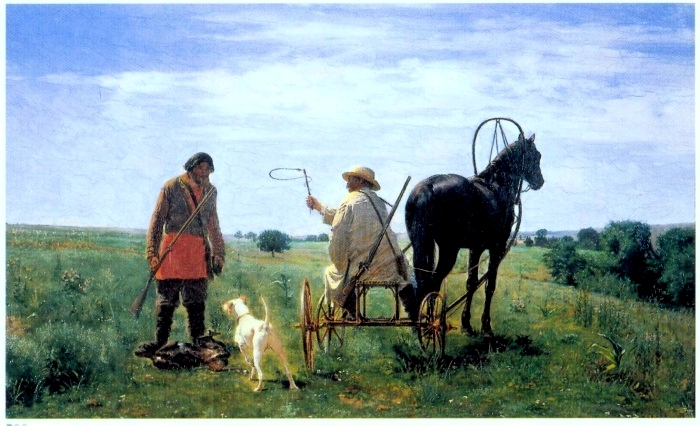
Объезд владений. 1879 Третьяковская галерея, Москва
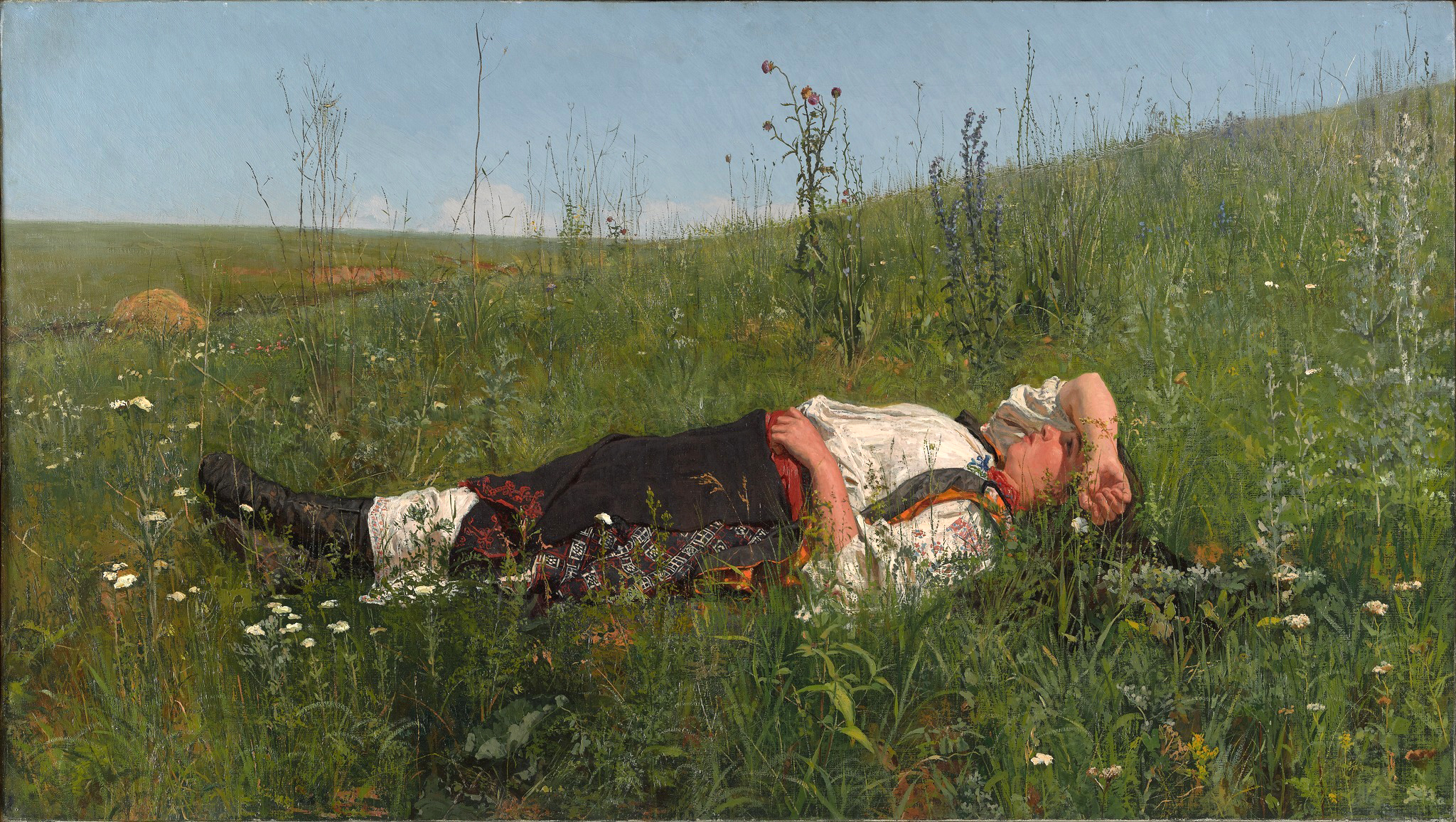
В праздник (Украинка, отдыхающая на траве). 1879—1881 Третьяковская галерея, Москва
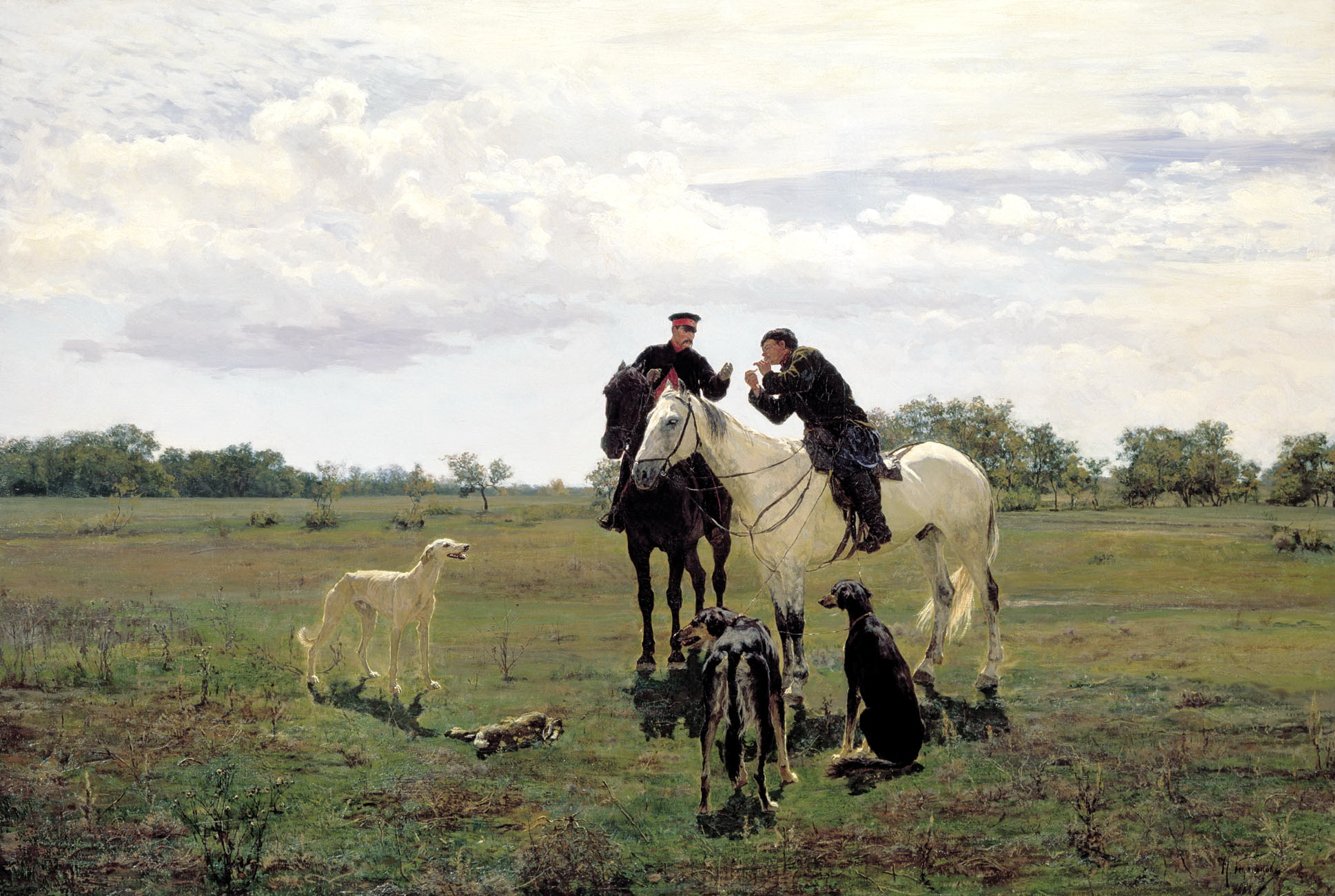
В отпуску. 1882 Русский музей, Санкт-Петербург
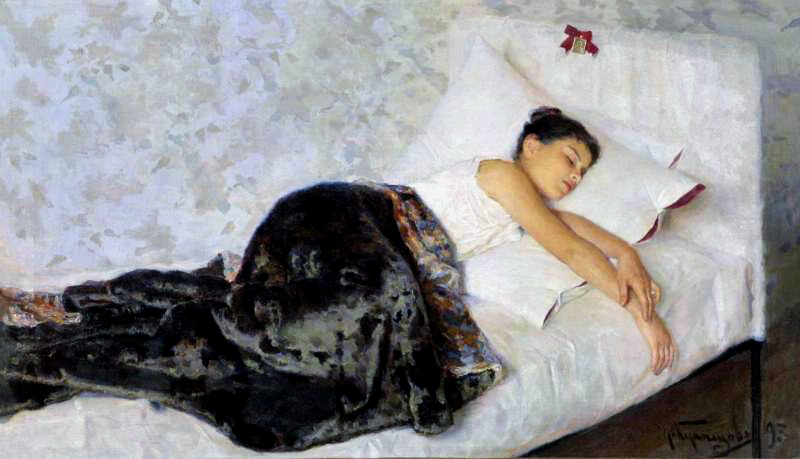
Спящая девочка. 1893 Рыбинский музей-заповедник
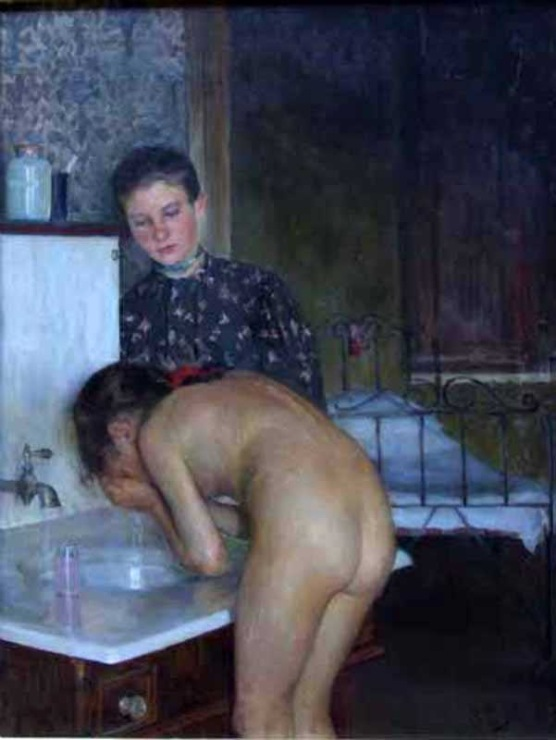
Туалет девочки. 1898 Национальный музей, Львов

Портреты
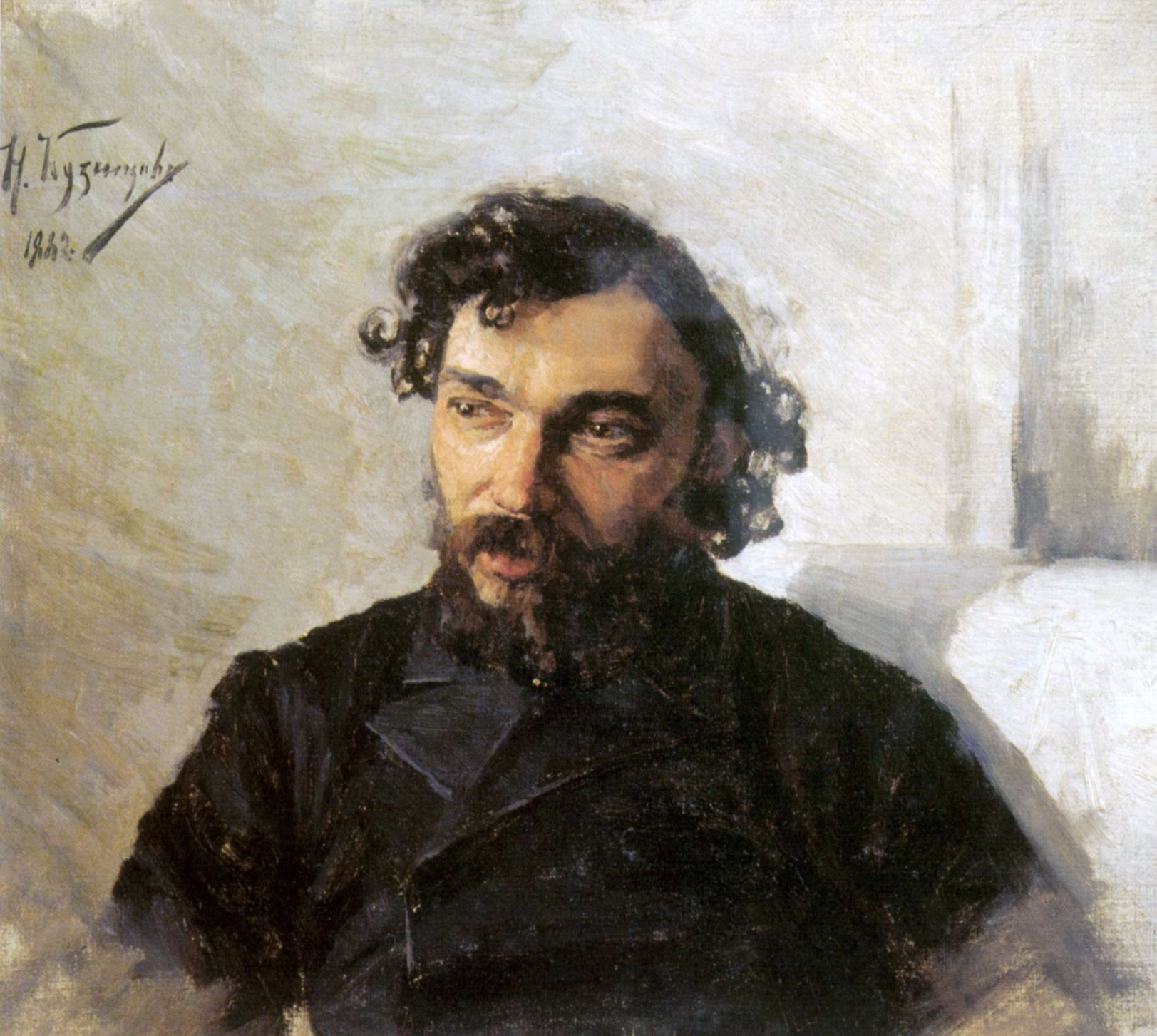
Иван Похитонов. 1882 Третьяковская галерея, Москва
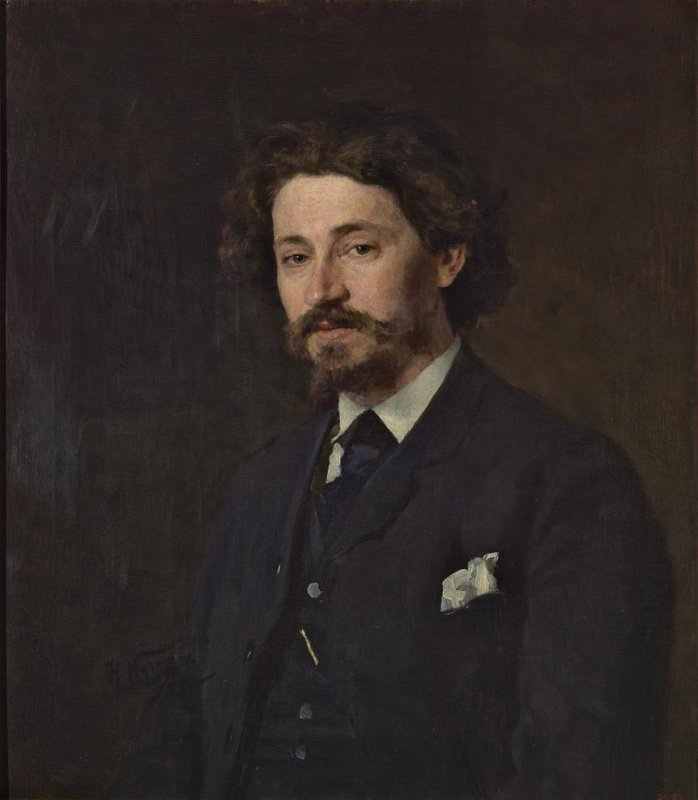
Илья Репин. 1885 Русский музей, Санкт-Петербург
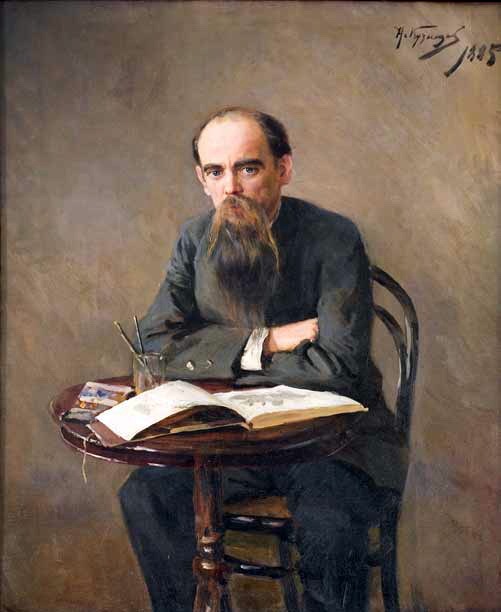
Ефим Волков. 1885 Художественный музей имени Ивана Крамского, Воронеж
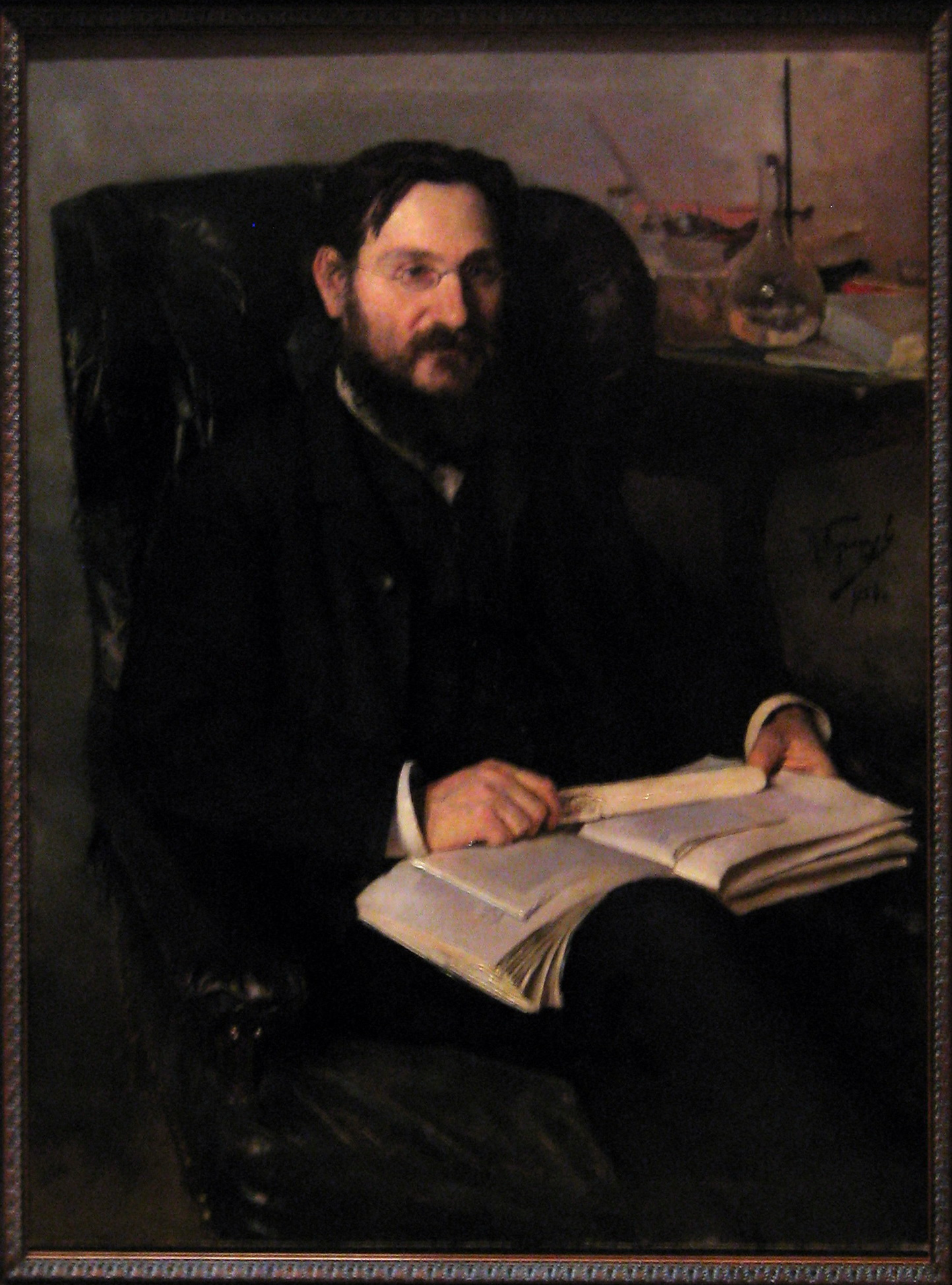
Илья Мечников. 1886 Исторический музей, Москва
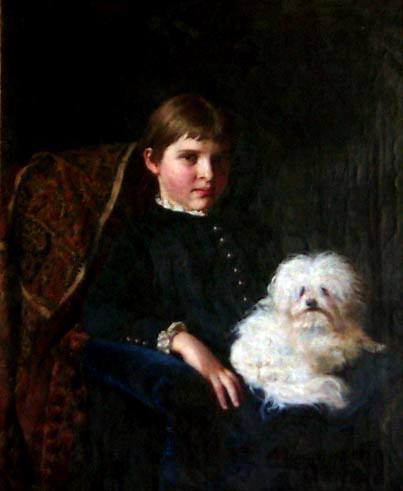
Леля Рукавишникова[19]. 1887 Областной художественный музей, Иркутск
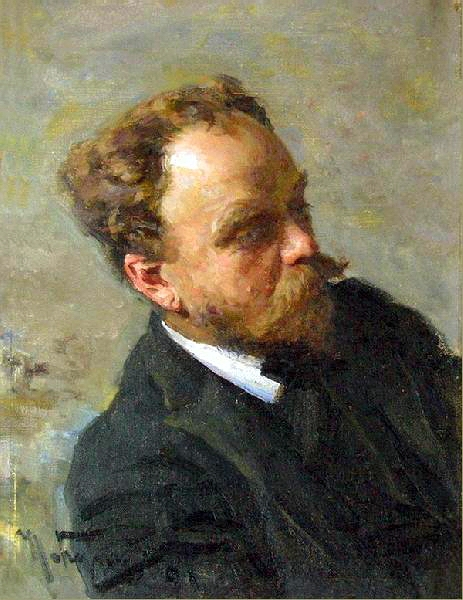
Николай Скадовский. 1891 Художественный музей имени Алексея Шовкуненко, Херсон
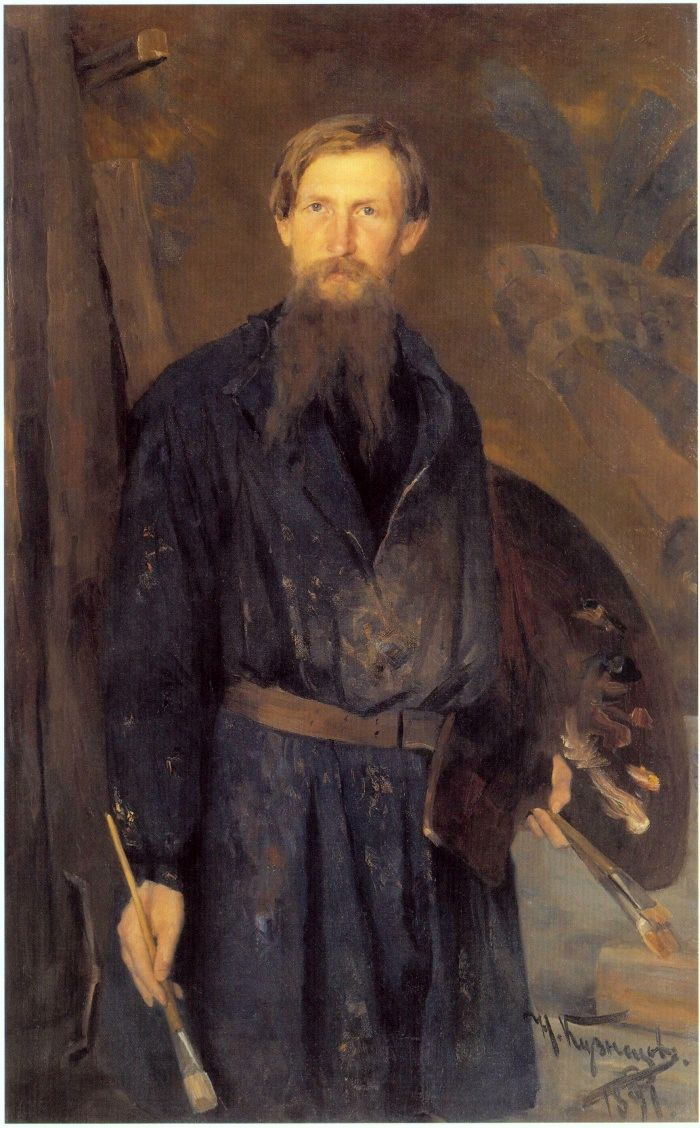
Виктор Васнецов. 1891 Третьяковская галерея, Москва
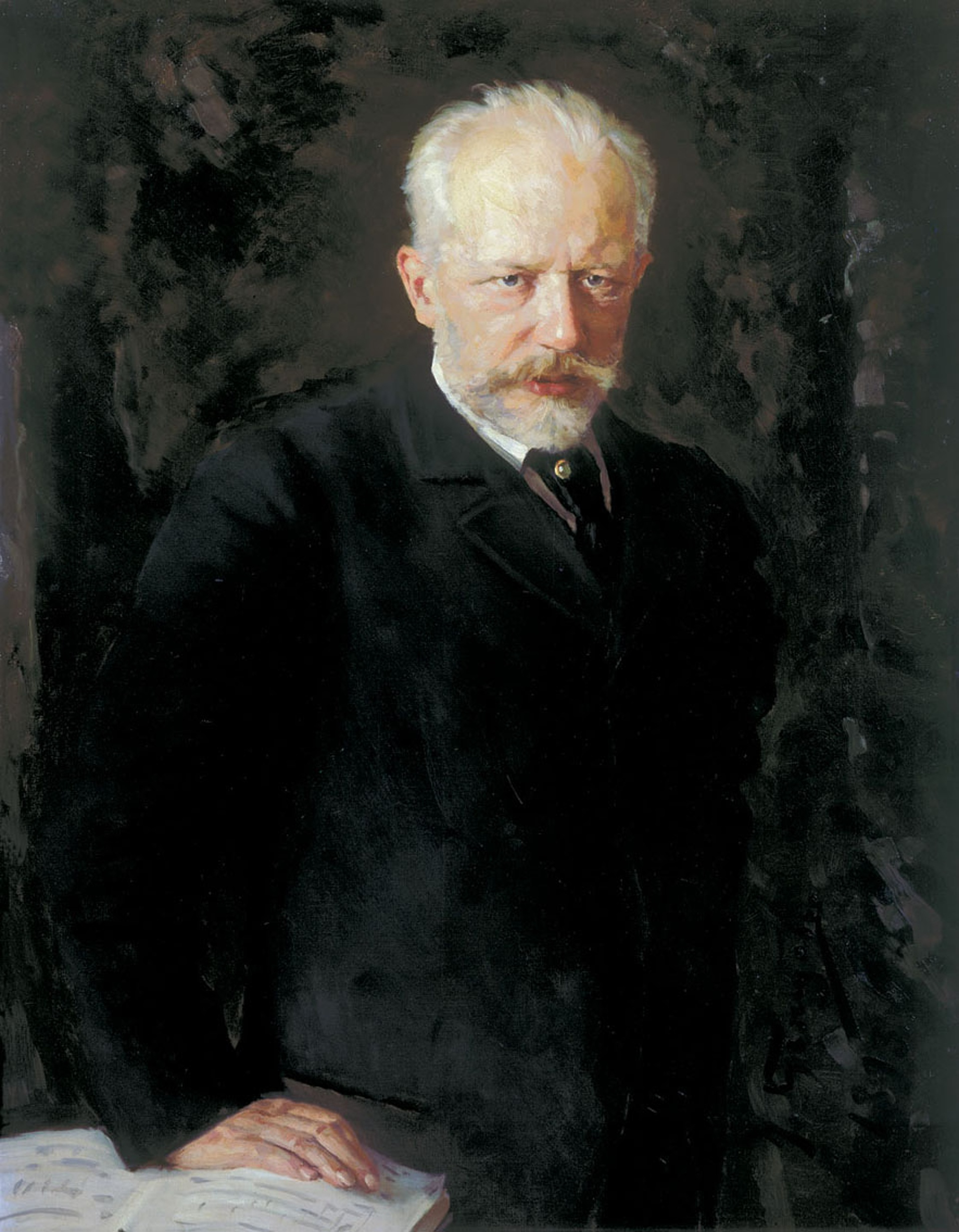
Пётр Чайковский. 1893 Третьяковская галерея, Москва
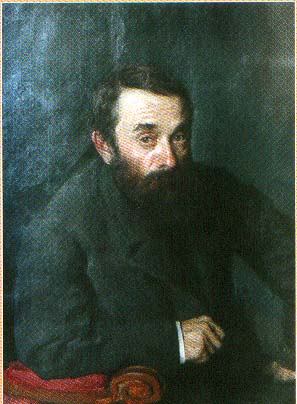
Геннадий Ладыженский. 1894 Краеведческий музей, Кологрив
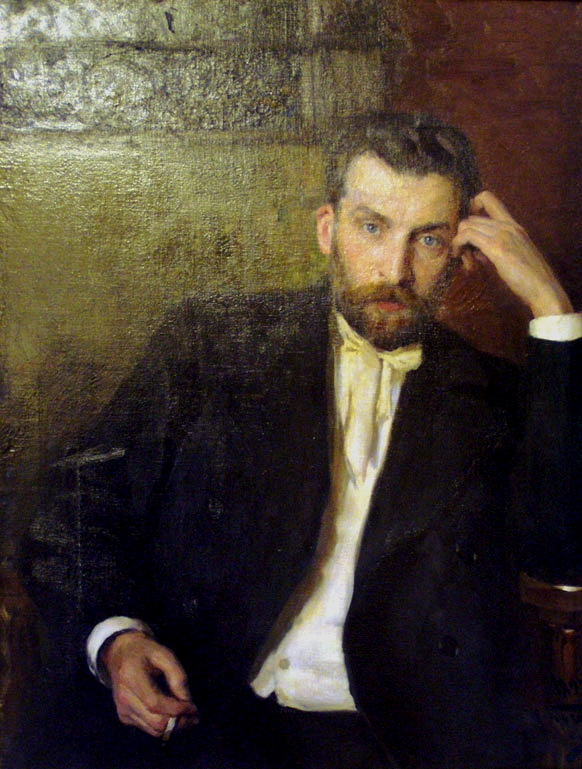
Альберт Бенуа. 1897 Художественный музей, Днепр
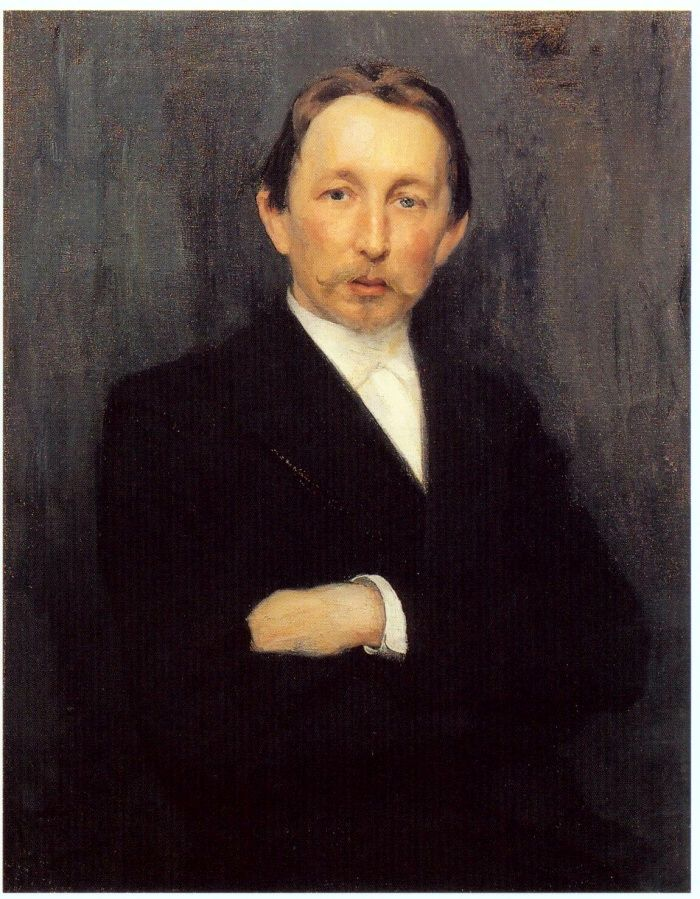
Аполлинарий Васнецов. 1897 Третьяковская галерея, Москва
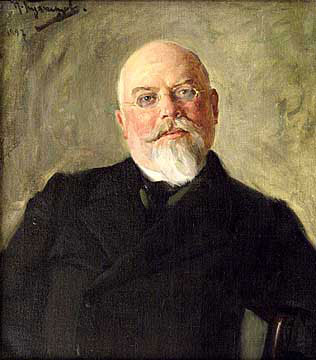
Михаил Кефала[21]. 1897 Областной художественный музей, Луганск
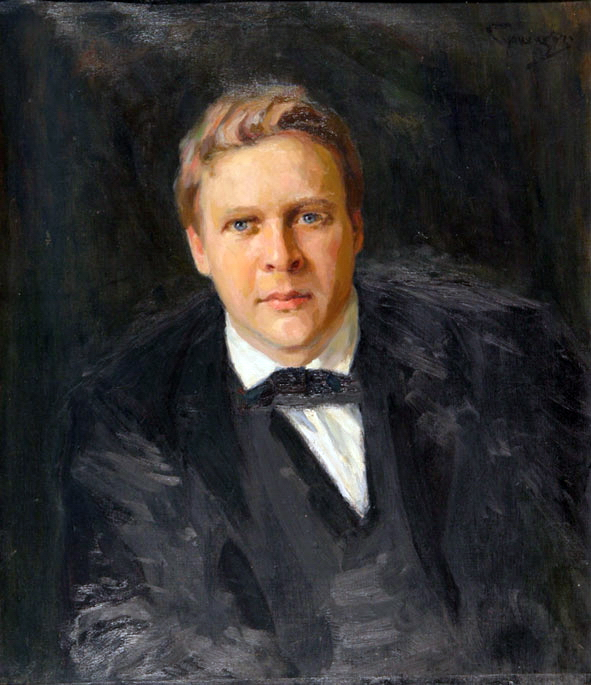
Фёдор Шаляпин. 1902 Художественный музей, Одесса
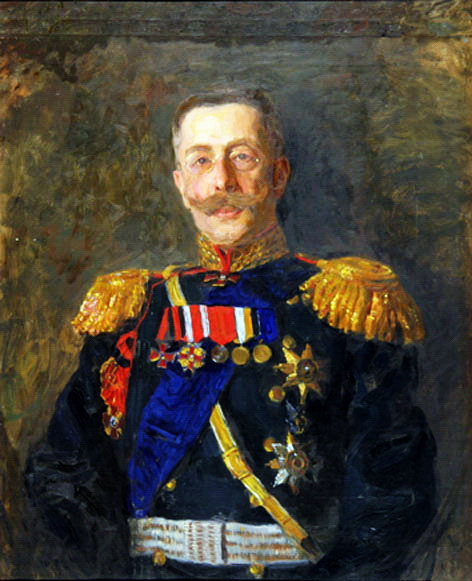
Андрей Нилус. 1917 Художественный музей, Одесса